# Plancinus cornutus
Plancinus cornutus là một loài nhện trong họ Thomisidae.
Loài này thuộc chi Plancinus. Plancinus cornutus được Eugène Simon miêu tả năm 1886.